# Smoryń
Smoryń – wieś w Polsce położona w województwie lubelskim, w powiecie biłgorajskim, w gminie Frampol. Wieś położona 8 km na wschód od Frampola, przy drodze krajowej nr 74, z Piotrkowa Trybunalskiego do Zosina (przejście graniczne z Ukrainą).
| SIMC    | Nazwa     | Rodzaj    |
| ------- | --------- | --------- |
| 0887463 | Buczyn    | część wsi |
| 0887486 | Piaski    | część wsi |
| 0887492 | Polanie   | część wsi |
| 0887500 | Wapniarka | część wsi |

W latach 1975–1998 miejscowość administracyjnie należała do województwa zamojskiego. 
Wieś jest sołectwem w gminie Frampol. Według Narodowego Spisu Powszechnego z roku 2011 wieś liczyła 284 mieszkańców i była dziesiątą co do wielkości miejscowością gminy.
Wierni Kościoła rzymskokatolickiego należą do parafii św. Jana Chrzciciela w Trzęsinach.